# Luis Ernesto Franco
Luis Ernesto Franco, właściwie Luis Ernesto Franco Tizano (ur. 21 grudnia 1983 w Tepic) – meksykański aktor telewizyjny i teatralny, scenarzysta, producent filmowy i model. Studiował aktorstwo w Centro de Formacion Actoral (CEFAC) w TV Azteca.

## Wybrana filmografia

### Filmy fabularne
- 2005: Esperanza (TV)
- 2009: Amar jako Carlos
- 2009: Tres piezas de amor en un fin de semana jako Joaquín
- 2009: 2033 jako Milo
- 2011: Wyklęci (Los inadaptados) jako Gilberto (także producent)
- 2012: Colosio: El asesinato jako Pedro
- 2013: Tlatelolco, Verano de 68 jako Alducin
- 2013: No sé si cortarme las venas o dejármelas largas jako Félix (także producent)
- 2014: Obediencia perfecta jako ks. Robles
- 2015: Lo que podríamos ser jako Santiago (także producent/scenarzysta)
- 2015: El cumple de la abuela jako Sebastián (także producent)

### Seriale TV
- 2003: Córka ogrodnika (La Hija del Jardinero) jako Orlando
- 2004: Soñarás jako Vladimir
- 2005: Top Models jako Tadeo
- 2006: Campeones de la vida jako Valentíno
- 2007: Bezwstydnice (Sin vergüenza) jako Kike
- 2008: Secretos del alma jako Alejandro Lascuráin
- 2010: Vidas Robadas  jako Francisco
- 2010: Drenaje profundo jako César Velasco
- 2011: A Corazón Abierto jako Augusto Maza
- 2013: Secretos de familia jako Andrés Ventura
- 2014: Camelia La Texana jako Gerardo Robles "El Alacrán"
- 2015: Bajo el mismo cielo jako Rodrigo Martínez
- 2016-2018: Señora Acero: La Coyote jako Daniel Phillips (temporadas 3-4)